# Монетаризм
Монетари́зм — макроэкономическая теория, согласно которой количество денег в обращении является определяющим фактором развития экономики. Одно из главных направлений неоклассической экономической мысли. Современный монетаризм возник в 1950-е годы как ряд эмпирических исследований в области денежного обращения. Основоположником монетаризма является Милтон Фридман, ставший в 1976 году лауреатом премии по экономике памяти Альфреда Нобеля. Однако название новой экономической теории было дано Карлом Бруннером.

## Предшественники монетаризма

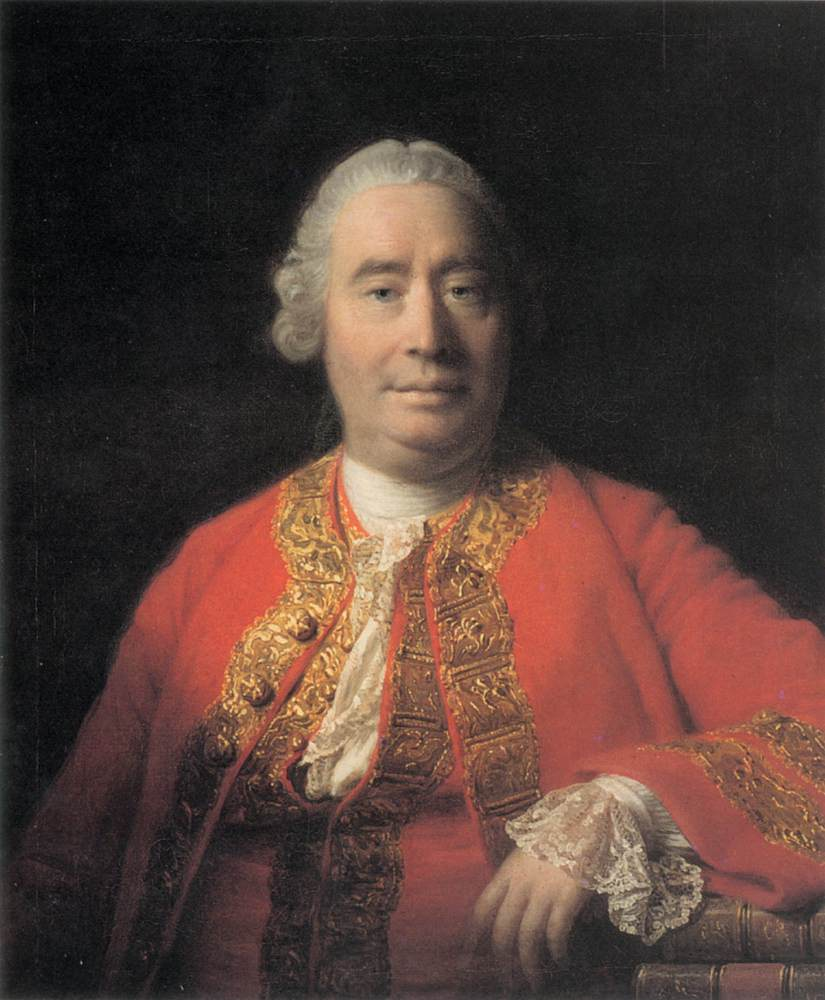
Д. Юм

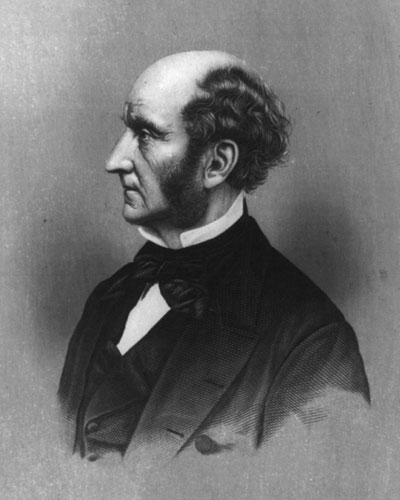
Дж. С. Милль

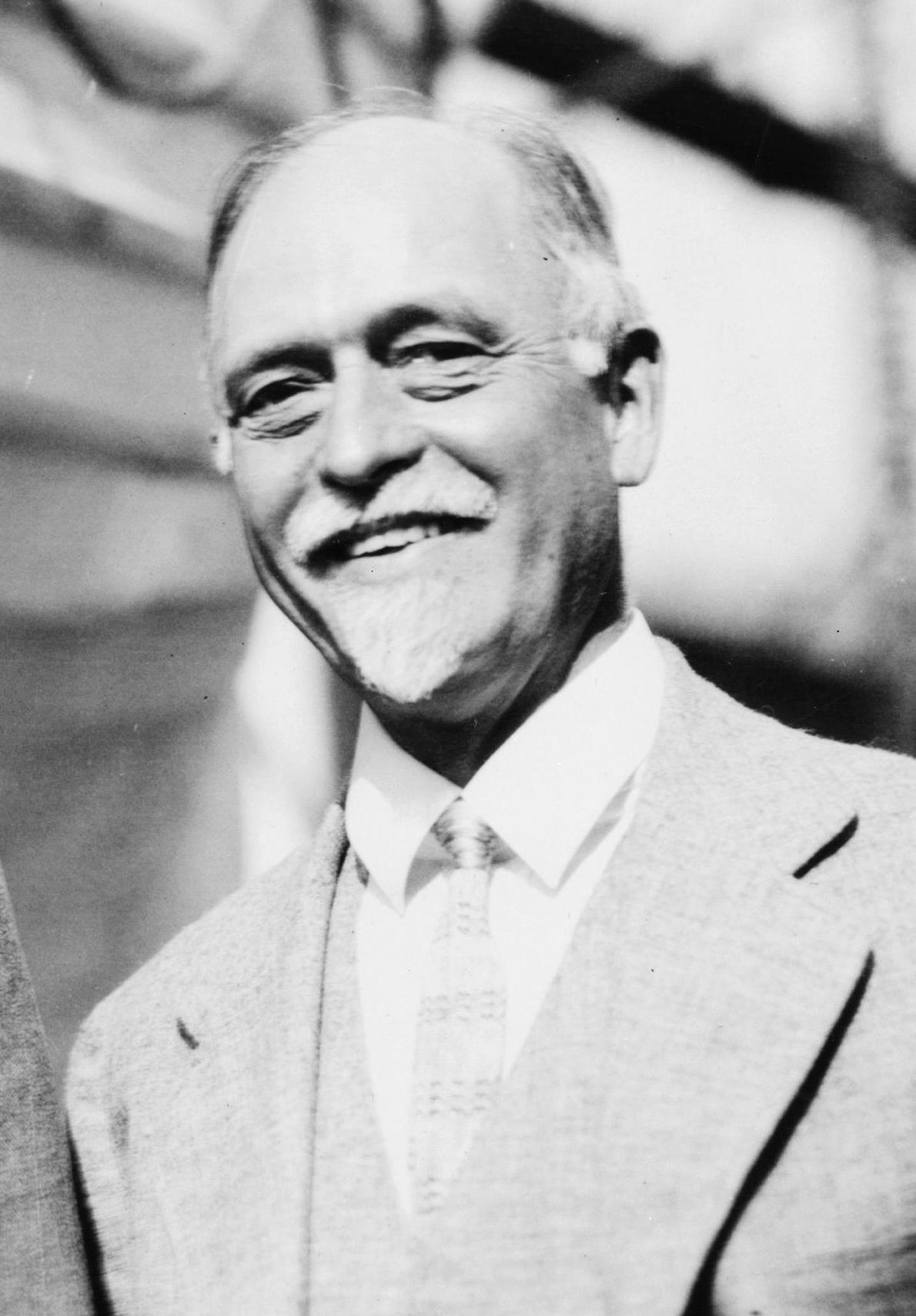
И. Фишер

Понимание того, что изменения цен зависят от объёма денежной массы, пришло в экономическую теорию с античных времен. Так, ещё в III веке об этом утверждал известный древнеримский юрист Юлий Павел. Позднее в 1752 году шотландский философ Д. Юм в «Очерке о деньгах» изучал связь между объёмом денежных средств и инфляцией. Юм утверждал, что повышение денежного предложения приводит к постепенному увеличению цен до достижения ими первоначальной пропорции с объёмом денег на рынке. Эти взгляды разделяло и большинство представителей классической школы политэкономии. К моменту написания Дж. С. Миллем «Принципов политической экономии» в общем виде уже сложилась количественная теория денег. К определению Юма Милль добавил уточнение о необходимости постоянства структуры спроса, так как он понимал, что предложение денег может изменять относительные цены. При этом он утверждал, что увеличение денежной массы не ведёт к автоматическому росту цен, потому что денежные резервы или товарное предложение также могут увеличиваться в сопоставимых объёмах.
В рамках неоклассической школы И. Фишер в 1911 году придал количественной теории денег формальный вид в своём знаменитом уравнении обмена:
- где {\displaystyle M} — количество денег в обращении,
- {\displaystyle V} — скорость обращения денег,
- {\displaystyle P} — уровень цен,
- {\displaystyle Q} — реальный объём производства[3]:516. По своей сути это уравнение представляет собой тождество, поскольку оно верно по определению. При этом Фишер показал, что в краткосрочном периоде скорость обращения денег меняется очень медленно и её можно принять за постоянную величину[4].

Модификация данной теории Кембриджской школой (Фишер) формально выглядит следующим образом:
- где {\displaystyle k} — доля наличных денежных средств в обращении,
- {\displaystyle Y} — размер реального дохода[3]:517.

Принципиально данные подходы отличаются тем, что Фишер придаёт большое значение технологическим факторам, а представители Кембриджской школы — выбору потребителей. При этом Фишер в отличие от А. Маршалла и А. Пигу исключает возможность влияния процентной ставки на спрос на деньги.
Несмотря на научное признание, количественная теория денег не выходила за пределы академических кругов. Это было связано с тем, что до Кейнса полноценной макроэкономической теории ещё не существовало, и теория денег не могла получить практического применения. А после своего появления  кейнсианство сразу же заняло господствующее положение в макроэкономике того времени. В эти годы количественную теорию денег развивало лишь небольшое число экономистов, но, несмотря на это, были получены интересные результаты. Так, К. Варбуртон в 1945-53 гг. обнаружил, что увеличение денежной массы приводит к росту цен, а краткосрочные колебания ВВП связаны с предложением денег. Его работы предвосхитили появление монетаризма, однако, научное сообщество не обратило на них особого внимания.

## Становление монетаризма

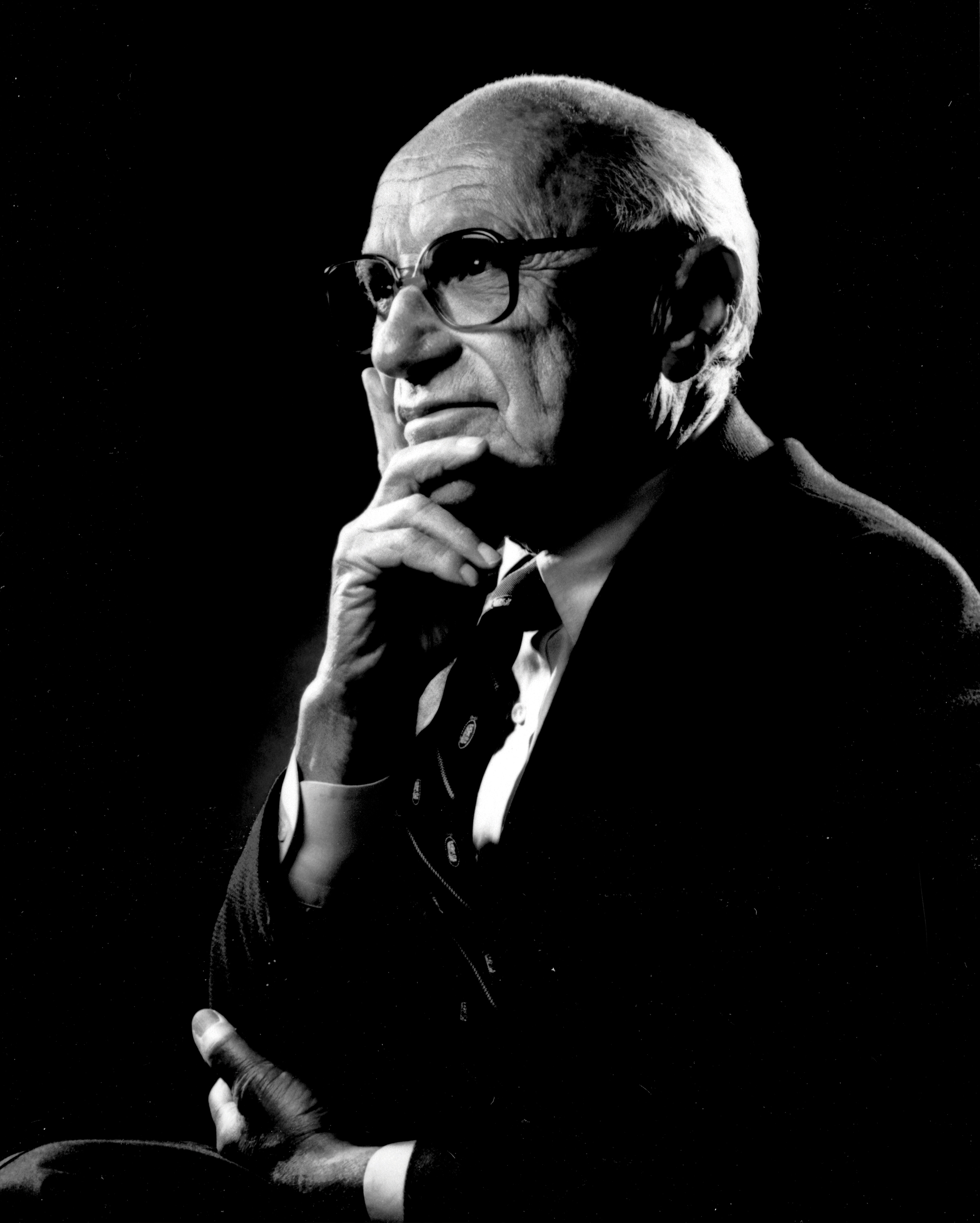
Милтон Фридман

В 1951 году М. Фридман возглавил проект в рамках Национального бюро экономических исследований по изучению денежного фактора в деловом цикле. В результате интенсивных эмпирических исследований в 1956 году выходит его знаменитая статья «Количественная теория денег: новая версия». В 1963 году им в соавторстве с А. Шварц была выпущена фундаментальная работа «Монетарная история Соединённых штатов, 1867—1960», которая оказала огромное влияние на дискуссию 1960-х гг. об экономической политике.
В 1963 году выходит знаменитая работа Фридмана, написанная им в соавторстве с Д. Мейселменом «Относительная стабильность скорости денежного обращения и инвестиционный мультипликатор в Соединённых Штатах за 1897—1958 гг.», которая вызвала бурные дебаты монетаристов с кейнсианцами. Авторы статьи критиковали стабильность мультипликатора расходов в кейнсианских моделях. По их мнению, номинальные денежные доходы зависели исключительно от колебания предложения денег. Сразу же после выхода статьи их точка зрения была подвергнута жёсткой критике со стороны многих экономистов. При этом главной претензией была слабость математического аппарата, применяемого в данной работе. Так, А. Блиндер и Р. Солоу позже признали, что такой подход «слишком примитивен для представления любой экономической теории».
В 1968 году выходит статья Фридмана «Роль монетарной политики», оказавшая значительное влияние на последующее развитие экономической науки. В 1995 году Дж. Тобин назвал эту работу как «наиболее значительную из когда-либо опубликованных в экономическом журнале». Эта статья положила начало новому направлению экономических исследований — теории рациональных ожиданий. Под её влиянием кейнсианцам пришлось пересмотреть свои взгляды на обоснование активной политики.

## Ключевые положения

### Спрос на деньги и предложение денег
Предположив, что спрос на деньги аналогичен спросу на другие активы, Фридман впервые применил теорию спроса на финансовые активы к деньгам. Таким образом, он получил функцию спроса на деньги:
- где {\displaystyle M_{d}} — величина спроса на деньги,
- {\displaystyle P} — абсолютный уровень цен,
- {\displaystyle R_{b}} — номинальная норма процента по облигациям,
- {\displaystyle R_{e}} — рыночная стоимость дохода по акциям,
- {\displaystyle p} — темп изменения уровня цен,
- {\displaystyle h} — отношение труда со всеми другими формами богатства,
- {\displaystyle y} — общий объём богатства,
- {\displaystyle u} — величина, отражающая возможное изменение вкусов и предпочтений[3]:517.

Согласно монетаризму, спрос на деньги зависит от динамики ВВП, а функция спроса на деньги стабильна. При этом предложение денег нестабильно, так как оно зависит от непредсказуемых действий правительства. Монетаристы утверждают, что в долгосрочном периоде реальный ВВП прекратит свой рост, поэтому изменение предложения денег не будет оказывать на него никакого воздействия, повлияв лишь на уровень инфляции. Этот принцип стал базовым для монетаристской экономической политики и получил название нейтральности денег.

### Монетарное правило
В связи с действием принципа нейтральности денег монетаристы выступали за законодательное закрепление монетаристского правила, заключающегося в том, что денежное предложение должно расширяться с такой же скоростью, как и темп роста реального ВВП. Соблюдение этого правила устранит непредсказуемое влияние антициклической кредитно-денежной политики. По мнению монетаристов, постоянно увеличивающееся денежное предложение будет поддерживать расширяющийся спрос, не вызывая при этом роста инфляции.
Несмотря на логичность данного утверждения, оно сразу стало объектом острой критики со стороны кейнсианцев. Они утверждали, что глупо отказываться от активной кредитно-денежной политики, так как скорость обращения денег не стабильна, и постоянный рост денежного предложения может вызвать серьёзные колебания совокупных расходов, действуя дестабилизирующе на всю экономику.

### Монетаристская концепция инфляции

Монетаристская концепция инфляции

По мнению монетаристов, инфляция возникает в случае, когда темпы роста количества денег превышают темпы роста экономики. В начальный период население не ожидает долговременного роста цен и рассматривает каждое повышение цен как временное. Субъекты экономики продолжают хранить количество наличности, необходимое для поддержания своих потребностей на привычном для них уровне. Однако, если цены продолжают расти, то население начинает ожидать дальнейшего роста цен. Так как покупательная способность денег снижается, то они становятся дорогим способом хранения активов, и люди будут стараться уменьшать сумму хранимой наличности. Это поднимает цены, заработную плату и номинальные доходы. В результате реальные денежные остатки продолжают снижаться. На данной стадии цены растут быстрее, чем количество денег. Если темп роста денежной массы стабилизируется, то и темп роста цен также стабилизируется. При этом рост общего уровня цен может показывать разные соотношения с ростом количества денег. При умеренной инфляции цены и денежная масса возрастают, как правило, одинаковыми темпами. При высокой же инфляции цены растут в несколько раз быстрее денежного обращения, приводя к снижению реальных доходов.

### Естественный уровень безработицы
Под естественной безработицей понимается добровольная безработица, при которой рынок труда находится в равновесном состоянии. Уровень естественной безработицы зависит как от институциональных факторов (например, от активности профсоюзов), так и от законодательных (например, от минимального размера оплаты труда). Естественная норма безработицы — это уровень безработицы, который удерживает в стабильном состоянии реальную заработную плату и уровень цен (при отсутствии роста производительности труда).
По мнению монетаристов, отклонения безработицы от её равновесного уровня могут происходить только в краткосрочной перспективе. Если уровень занятости выше естественного уровня, то вырастает инфляция, если ниже, то инфляция снижается. Таким образом, в среднесрочной перспективе рынок приходит в равновесное состояние. Исходя из этих предпосылок делаются выводы, что политика в области занятости должна быть направлена на сглаживание колебаний уровня безработицы от её естественной нормы. При этом для уравновешивания рынка труда предлагается использовать инструменты кредитно-денежной политики:483.

### Гипотеза постоянного дохода
В работе 1957 года «Теория функции потребления» Фридман объяснил поведение потребителей в гипотезе постоянного дохода. В этой гипотезе Фридман утверждает, что люди испытывают случайные изменения своего дохода. Он рассматривал текущий доход как сумму постоянного и временного дохода:
Постоянный доход в данном случае аналогичен среднему доходу, а временный доход эквивалентен случайному отклонению от среднего дохода. По мнению Фридмана, потребление зависит от постоянного дохода, так как потребители сглаживают колебания временного дохода сбережениями и заёмными средствами. Гипотеза постоянного дохода утверждает, что потребление пропорционально постоянному доходу и математически выглядит следующим образом:
где {\displaystyle {\alpha }} — постоянная величина.

### Основные положения концепции Фридмана
1. Регулирующая роль государства в экономике должна быть ограничена контролем над денежным обращением;
2. Рыночная экономика — саморегулирующая система. Диспропорции и другие отрицательные проявления связаны с избыточным присутствием государства в экономике;
3. Денежная масса влияет на величину расходов потребителей, фирм. Увеличение массы денег приводит к росту производства, а после полной загрузки мощностей — к росту цен и инфляции;
4. Инфляция должна быть подавлена любыми средствами, в том числе и с помощью сокращения социальных программ;
5. При выборе темпа роста денег необходимо руководствоваться правилами «механического» прироста денежной массы, которое отражало бы два фактора: уровень ожидаемой инфляции; темп прироста общественного продукта.
6. Саморегулируемость рыночного хозяйства. Монетаристы считают, что рыночное хозяйство в силу внутренних тенденций стремится к стабильности, самоналаживанию. Если имеют место диспропорции, нарушения, то это происходит прежде всего в результате внешнего вмешательства. Данное положение направлено против идей Кейнса, призыв которого к государственному вмешательству ведёт, по мнению монетаристов, к нарушению нормального хода хозяйственного развития.
7. Число государственных регуляторов сокращается до минимума. Исключается или снижается роль налогового, бюджетного регулирования.
8. В качестве главного регулятора, воздействующего на хозяйственную жизнь, служат «денежные импульсы» — регулярная денежная эмиссия. Монетаристы указывают на взаимосвязь между изменением количества денег и циклическим развитием хозяйства. Эта идея обосновывалась в опубликованной в 1963 году книге американских экономистов Милтона Фридмана и Анны Шварц «Монетарная история Соединенных Штатов, 1867—1960». На основе анализа фактических данных здесь был сделан вывод о том, что от темпов роста денежной массы зависит последующее наступление той или иной фазы делового цикла. В частности, нехватка денег выступает главной причиной возникновения депрессии. Исходя из этого, монетаристы полагают, что государство должно обеспечить постоянную денежную эмиссию, величина которой будет соответствовать темпу прироста общественного продукта.
9. Отказ от краткосрочной денежной политики. Поскольку изменение денежной массы сказывается на экономике не сразу, а с некоторым опозданием (лагом), следует кратковременные методы экономического регулирования, предложенные Кейнсом, заменить на долгосрочную политику, рассчитанную на длительное, постоянное воздействие на экономику.

Итак, согласно взглядам монетаристов деньги являются главной сферой, определяющей движение и развитие производства. Спрос на деньги имеет постоянную тенденцию к росту (что определяется, в частности, склонностью к сбережениям), и чтобы обеспечить соответствие между спросом на деньги и их предложением, необходимо проводить курс на постепенное увеличение (определённым темпом) денег в обращении. Государственное регулирование должно ограничиваться контролем над денежным обращением.
Основные представители: Милтон Фридман, Карл Бруннер, Алан Мельтцер, Анна Шварц.

## Монетаризм на практике

### Денежное таргетирование
Первым этапом проведения политики монетаризма Центральными Банками стало включение денежных агрегатов в свои эконометрические модели. Уже в 1966 году ФРС США начала изучать динамику денежных агрегатов. Распад Бреттон-Вудской системы способствовал распространению монетаристской концепции в денежно-кредитной сфере. Центральные Банки крупнейших стран переориентировались с таргетирования валютного курса на таргетирование денежных агрегатов. В 1970-х годах ФРС США в качестве промежуточной цели выбрала агрегат М1, а в качестве тактической цели — процентную ставку по федеральным фондам. После США Германия, Франция, Италия, Испания и Великобритания объявили об ориентирах прироста денежной массы. В 1979 году европейские страны пришли к соглашению о создании Европейской валютной системы, в рамках которой обязались удерживать курсы своих национальных валют в определённых пределах. Это привело к тому, что крупнейшие страны Европы проводили таргетирование и валютного курса, и денежного предложения. Небольшие страны с открытой экономикой, типа Бельгии, Люксембурга, Ирландии и Дании продолжали таргетировать только валютный курс. При этом в 1975 году большинство развивающихся стран продолжало поддерживать какую-либо разновидность фиксированного курса. Однако, начиная с конца 1980-х годов денежное таргетирование начало уступать свои позиции инфляционному таргетированию. А уже к середине 2000-х годов большинство развитых стран перешло к политике определения целевого ориентира инфляции, а не денежных агрегатов.

## «Новый» монетаризм
В 2005-10 годах сформировалась школа пост-монетаризма, получившая название «новый» монетаризм. В новой теории в центре анализа находится моделирование микроэкономических основ денег, описывающих их обмен на товары, а также объяснение номинальных жёсткостей с помощью особенностей денежного обмена.